# Spektroskopska notacija
Spektroskopska notacija pruža način da se specificiraju atomska jonizaciona stanja, atomske orbitale i molekularne orbitale.

## Jonizaciona stanja
Spektroskopisti obično označavaju spektar koji proizilazi iz jonizacionog stanja datog elementa simbolom elementa praćenog rimskim brojem. Broj I se koristi za spektralne linije povezane sa neutralnim elementom, II za one iz prvog jonizacionog stanja, III za one iz drugog jonizacionog stanja i tako dalje. Na primer, „He I” označava linije neutralnog helijuma, a „C IV” označava linije koje proizilaze iz trećeg jonazicionog stanja, C3+, ugljenika. Ova notacija se koristi na primer za preuzimanje podataka iz NIST baze podataka atomskih spektara.

## Atomske i molekularne orbitale
Pre nego što su atomske orbitale shvaćene, spektroskopisti su otkrili različite karakteristične serije spektralnih linija u atomskim spektrima, koje su identifikovali slovima. Ova slova su kasnije povezana sa azimutalnim kvantnim brojem, ℓ. Slova „s”, „p”, „d” i „f” za prve četiri vrednosti ℓ su izabrana da budu prva slova osobina spektralne serije uočene u alkalnim metalima. Ostala slova za sledeće vrednosti ℓ dodeljena su abecednim redom, izostavljajući slovo „j“ jer neki jezici ne razlikuju slova „i“ i „j“:
| slovo | ime         | ℓ   |
| ----- | ----------- | --- |
| s     | sharp       | 0   |
| p     | principal   | 1   |
| d     | diffuse     | 2   |
| f     | fundamental | 3   |
| g     |             | 4   |
| h     |             | 5   |
| i     |             | 6   |
| k     |             | 7   |
| l     |             | 8   |
| m     |             | 9   |
| n     |             | 10  |
| o     |             | 11  |
| q     |             | 12  |
| r     |             | 13  |
| t     |             | 14  |
| u     |             | 15  |
| v     |             | 16  |
| ...   |             | ... |
Ova notacija se koristi za specifikaciju elektronske konfiguracije i za kreiranje terminskog simbola za stanja elektrona u atomu sa više elektrona. Kada se piše terminski simbol, gornja shema za orbitalni kvantni broj jednog elektrona se primenjuje na ukupan orbitalni ugaoni moment povezan sa stanjem elektrona.

### Molekularna spektroskopska notacija
Spektroskopska notacija molekula koristi grčka slova za predstavljanje modula orbitalnog ugaonog momenta duž međunuklearne ose. Kvantni broj koji predstavlja ovaj ugaoni moment je Λ.
Λ = 0, 1, 2, 3, ...
Simboli: Σ, Π, Δ, Φ
Za Σ stanja, jedan označava da li postoji refleksija u ravni koja sadrži jezgra (simetrična), koristeći + iznad. Znak − se koristi da označi da ne postoji.
Za homonuklearne dvoatomske molekule, indeks g ili u označava postojanje centra simetrije (ili centra inverzije) i ukazuje na simetriju vibronske talasne funkcije u odnosu na operaciju inverzije grupe tačaka i. Vibronska stanja koja su simetrična u odnosu na i označavaju se g za gerade (nemački za „parno”), a nesimetrična stanja se označavaju u za ungerade (nemački za „neparno”).